# Керамічний завод Анджейовського (Київ)
Керамічний завод Анджейовського (Київ) — завод з виробництва побутової кераміки і кахлів, що діяв у місті Київ більше сорока років.

## Дещо про Анджейовського
Юзефат Анджейовський (Jozefat Andrzejowsky, 1849-1939) — польський підприємець, дворянин і інженер-хімік, що перебрався на працю у місто Київ.
1868 року відбув до Швейцарії, де студіював теорію керамічного вирбництва і де отримав фах хіміка-технолога. 1875 р. він повернувся до Кракова, де в передмісті заснував невелку фабрику з виробництва кахлів.

## Історія керамічного заводу в Києві
Завод у Києві мав декільна назв, що змінювались з часом. Серед них назви в друкованих виданнях, що надавались російською, українською, польською мовами —
- Фабрика кахляних виробів
- Керамічний завод
- Фабрика кахляних виробів Анджейовського Й.А. та Куликовської Є.С.

1875 р. він припинив вирбництво у Кракові  і перебрався до Києва. 1879 року  Анджейовський придбав земельну ділянку на розі вулиць Заводської та Кирилівської, а також дозвіл на заснування глино-випалювального заводу. Вибір земельної ділянки не був випадковим, саме тут були природні поклади глин, серед котрих була і глина блакитна. Ще до заснування заводу Анджейовського тут працювало декілька київських цегелень. За проектом архітектора Р. Тустановського на земельній ділянці власника первісно збудували двоповерхову виробничу споруду. З початком роботи виробничі приміщення добудовували аж до 1899 року, а завод виготовляв кахлі, вироби з каменю, стандартизовану гіпсову ліпнину. Співпрацівницею, співвласницею  та модельмейстером на заводі з 1881 року почала працювати жінка-скульптор Єва Куліковська. Відомо також, що в Києві працювало також два брати Юзефата Анджейовського.
Керамічний завод був доволі потужним виробництвом на той час, мав великий обсяг виробів, брав участь у ярмарках та промислових виставках, друкував каталоги власних виробів тощо. Вироби керамічного заводу Анджейовського отримували різні дипломи та медалі на виставках у містах Варшава, Львів, Санкт-Петербург, Нижній Новгород. Серед виробів були як твори для інтер'єрів та екстер'єрів, медальйони з теракоти, декоративні пілястри, садово-паркова кераміка, вази, бордюри для клумб, каміни,  печі, архітектурний декор, керамічні фігури для фонтанів тощо. Завод працював по замовам і виготовляв як тиражовані, так і унікальні вироби. Керівництво заводу також брало на себе забов'язання облаштовували на місцях печі власного виробництва, як то робили і їх конкуренти. Так, печами заводу були облаштовані кімнати в садибі Хоєцьких в селі омшівка (нині Київська область, Фастівський район ).
Неповне дослідження збережених виробів київського заводу Анджейовського  та Куліовської знайдене в Україні в містах Київ, Переяслав, Харків, Дніпро, Брянськ. Виробництво керамічного заводу припало на період розбудови Південно-Західної залізниці. Відомо, що майже всі вокзали цієї залізниці були облаштовані кахляними печами заводу Анджейовського. Стилістика не виходила за межі еклектики та декоративного і раціонального модерну. Еклектизм переважав, бо вироби були розраховані на невибагливі смаки консервативно налаштованих споживачів, котрих цілком задовольняли зрозумілі і пишні зразки, а не новації.
Після захоплення Києва більшовиками керамічний завод Анджейовського був націоналізований, виробництво припинено, виробничі механізми демонтовані і перевезені до Межигірської мануфактури. Відомо, що Анджейовський вимушено перейшов на працю до Межигірської мануфактури, а 1921 р. емігрував до Варшави.